# Xã Oteneagen, Quận Itasca, Minnesota
Xã Oteneagen (tiếng Anh: Oteneagen Township) là một xã thuộc quận Itasca, tiểu bang Minnesota, Hoa Kỳ. Năm 2010, dân số của xã này là 310 người.